# Гадзама, Фиделис
Фиделис Гадзама (англ. Fidelis Gadzama; род. 20 октября 1979) — нигерийский легкоатлет, специализирующийся на спринте, олимпийский чемпион 2000 года.

## Биография
Гадзама входил в состав сборной Нигерии, которая получила серебряную медаль в эстафете 4х400 метров на Олимпийских играх 2000 года в Сиднее.
Нигерийская команда заняла второе место после команды США, которая позже была официально дисквалифицирована Международным олимпийским комитетом в эстафете 4х400 метров на Олимпийских играх 2000 года из-за того, что один из членов команды употреблял незаконные препараты, повышающие производительность, во время соревнований в Сиднее.
21 июля 2012 года олимпийские медали 2000 года в эстафете 4×400 м были перераспределены после того, как сборная США была лишена золотой медали, а это означает, что Гадзама и Нигерия являются золотыми медалистами.
В мае 2014 года он был избран членом совета Лондонского городского округа Мертон от Лейбористской партии Кэннон-Хилл.